# منسفیلد (تگزاس)
منسفیلد، تگزاس(به انگلیسی: Mansfield, Texas) شهری در ایالت تگزاس از ایالات جنوبی ایالات متحده آمریکا است. در سرشماری سال ۲۰۰۰، جمعیت این شهر ۴۱۵۶۴ نفر اعلام شد.